# Jesse Renick
John Bonnar « Jesse » Renick, né le 29 septembre 1917 à Hickory, dans l'Oklahoma, décédé le 25 novembre 1999 à Ardmore, dans l'Oklahoma, est un joueur et entraîneur américain de basket-ball. Il évolue au poste d'arrière. 

## Palmarès
Joueur
- Champion olympique 1948
- Champion Amateur Athletic Union 1947, 1948

Entraîneur
- Champion Amateur Athletic Union 1950